# Lathyrus cicera
Gessette, Jarosse
Espèce
Classification phylogénétique
Lathyrus cicera, la gessette ou jarosse, est une espèce de plantes à fleurs de la famille des Fabaceae (sous-famille des Faboideae selon la classification phylogénétique). C'est une plante herbacée vivace native d'Europe, d'Afrique du Nord, et d'Asie (notamment du Moyen-Orient). Elle a été introduite dans d'autres pays. Cette plante possède beaucoup de noms vernaculaires, comme gesse chiche, gesse garosse, gesse pois-chiche, gessette, jarosse, jarousse ou petite gesse.
Ses graines et ses jeunes pousses sont comestibles. Les plantes du genre Lathyrus peuvent causer le lathyrisme. Cette maladie est surtout provoquée par l'ingestion de Lathyrus sativus plutôt que de Lathyrus cicera cependant. 

## Liste des variétés
Selon Tropicos (19 décembre 2016) (liste brute pouvant contenir des synonymes) :
- variété Lathyrus cicera var. cicera
- variété Lathyrus cicera var. lineatus Post
- variété Lathyrus cicera var. negevensis Plitmann
- variété Lathyrus cicera var. patagonica Speg.